# Neopalpa
Neopalpa – rodzaj motyli z rodziny skośnikowatych. Kserofil. Zamieszkuje suche siedliska południowo-zachodnich Stanów Zjednoczonych i północno-zachodniego Meksyku. Obejmuje dwa gatunki.

## Taksonomia

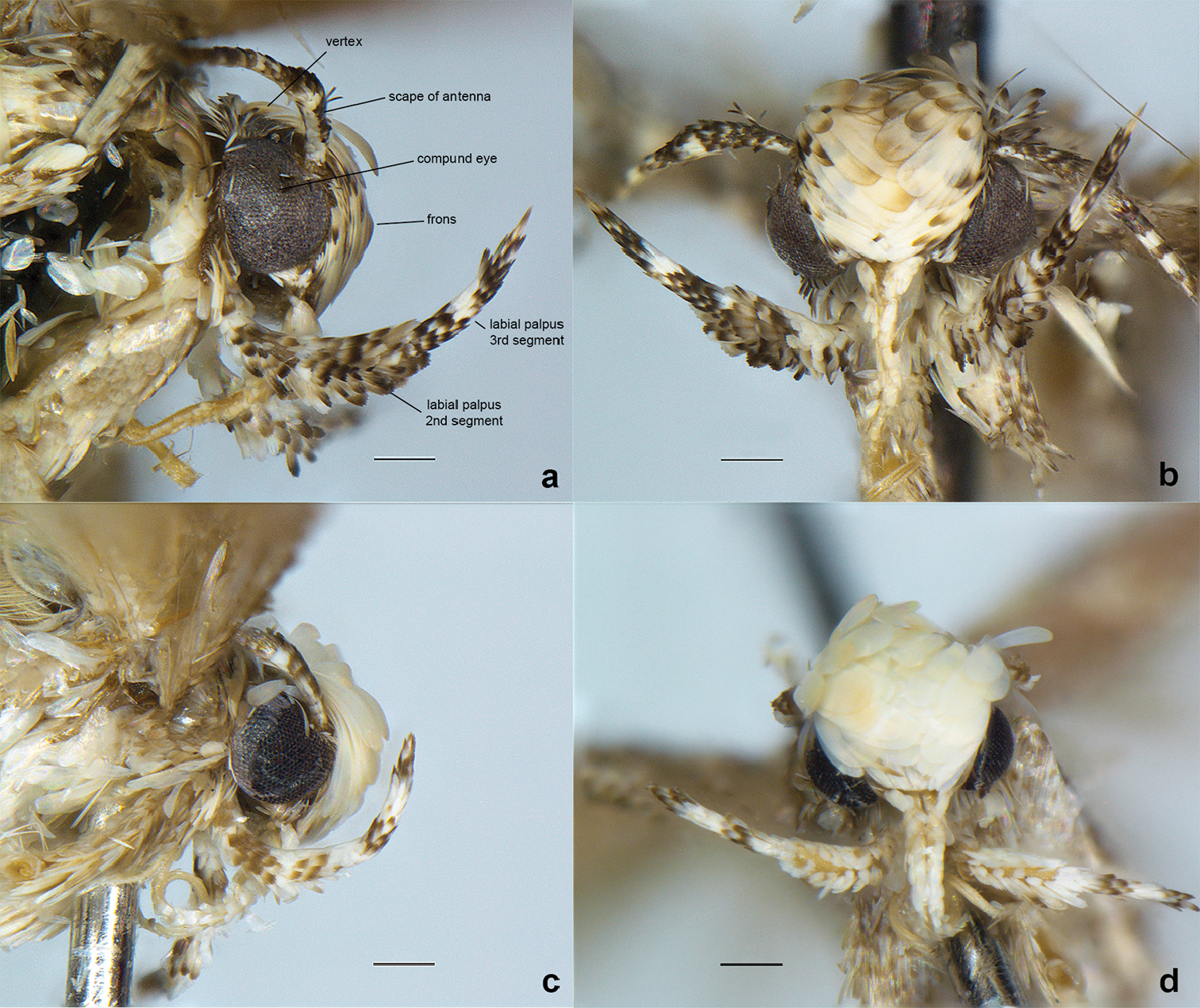
Głowy samców. a i b: N. neonata, c i d: N. donaldtrumpi

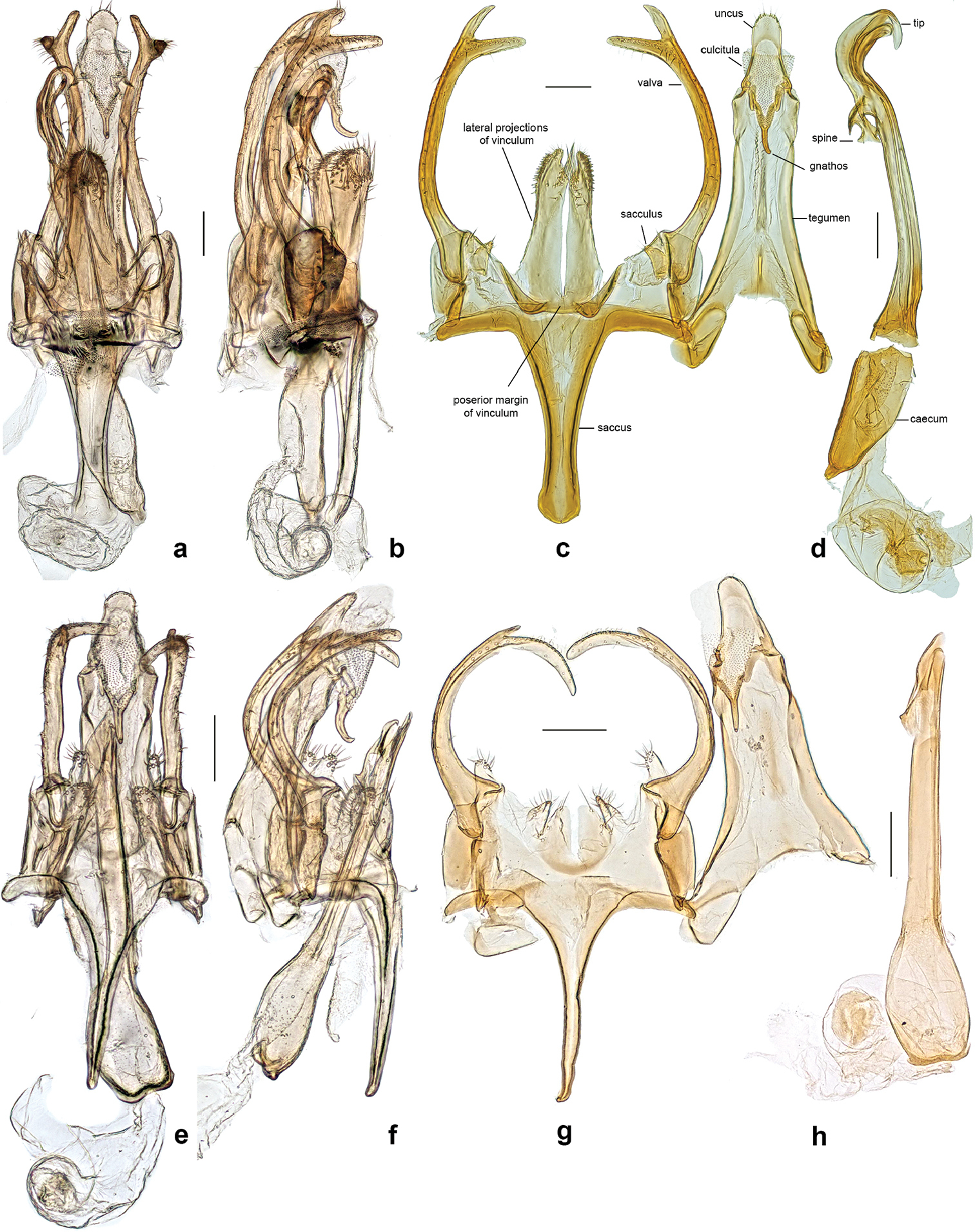
Porównanie genitaliów samców. a–d: N. neonata, e–h: N. donaldtrumpi

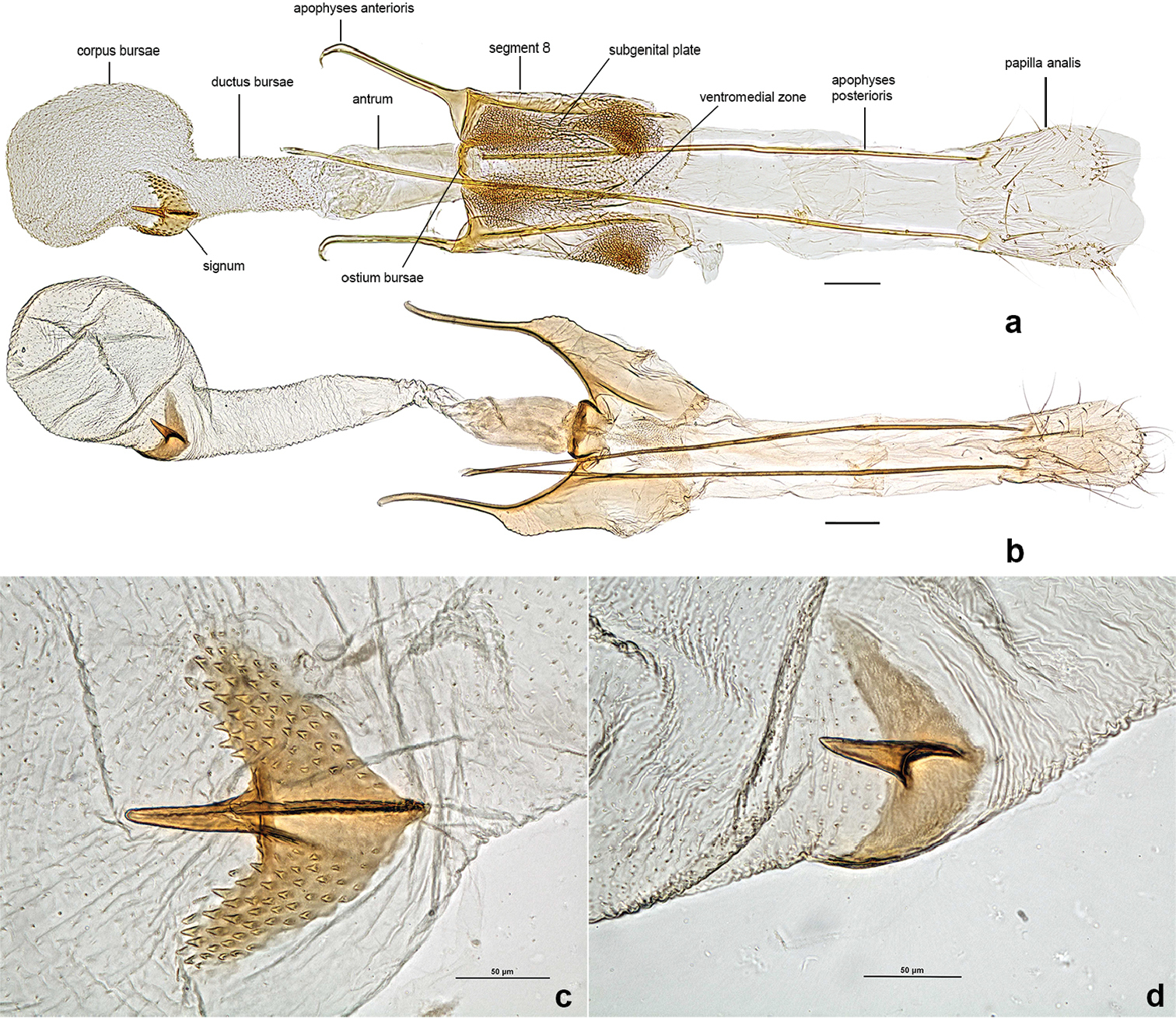
Porównanie genitaliów samic. a i c: N. neonata, b i d: N. donaldtrumpi

Rodzaj ten został utworzony w 1998 roku przez Dalibora Povolnego jako monotypowy, dla pojedynczego gatunku, Neopalpa neonata, opisanego w tej samej publikacji na podstawie dwóch samców. W publikacji z 2017 roku taksonomia rodzaju została zrewidowana przez Vazricka Nazariego. Na podstawie analizy morfologicznej i genetycznej okazów pożyczonych z różnych instytucji autor ten wyróżnił nowy gatunek: Neopalpa donaldtrumpi. Ponadto podał on nową diagnozę rodzaju oraz opisał po raz pierwszy samicę gatunku typowego N. neonata.

## Opis
Motyle o długości przednich skrzydeł od 3 do 5 mm i ich rozpiętości od 7 do 12 mm. Ubarwione są głównie w różnych odcieniach beżu, brązu i szarości. Głowa ma charakterystyczne, jasnożółte łuski na czole oraz zbieżne ku środkowi łuski na ciemieniu. Oprócz oczu złożonych występują małe przyoczka. Czułki mają jasne i ciemne obrączki. Silnie zakrzywione ku górze głaszczki wargowe cechuje zaostrzony ostatni człon. Przednie skrzydła są smukłe, a łuski na tylnej krawędzi mają białe z czarnymi końcami.
Odwłok samicy pozbawiony jest pędzelków łusek (coremata), ma siódmy tergit dwukrotnie dłuższy niż pozostałe i prawie równomiernie zesklerotyzowaną płytkę subgenitalną. Otwór torebki kopulacyjnej (ostium bursae) jest wyraźnie obrębiony, a jej przedsionek (antrum) szeroko rurkowaty i prawie w ¾ tak długi jak cienkie gonapofizy przednie. Przewody torebki kopulacyjnej (ductus bursae) są tak szerokie jak jej przedsionek i tak długie jak przednie gonapofizy. Korpus torebki (corpus bursae) jest bulwaisty i zaopatrzony w przypominające kształtem lecącego ptaka znamię (signum) z haczykiem środkowym i dwoma prawie trójkątnymi płatami.
Ósmy segment odwłoka samca cechuje sternum ponad dwukrotnie dłuższe niż prawie trójkątne i wklęśnięte na przedzie tergum. Jego narządy rozrodcze mają długi tegumen o prawie równoległych bokach, zaokrąglony i wysoki unkus, krótki i delikatny gnatos z wyraźnymi V-kształtnymi ramionami, faliste walwy o wierzchołkach kształtem przypominającym poroże, wąski i długością prawie dorównujący tegumenowi sakus oraz krótko-stożkowaty sakulus. Prawie tak długi jak oś podłużna genitaliów fallus ma prawie jajowate cekum zaopatrzone przed końcem w wyraźny wyrostek.

## Występowanie i biologia
Takson nearktyczny, znany z amerykańskich stanów Arizona i Kalifornia oraz meksykańskich stanów Sonora, Kalifornia Dolna i Kalifornia Dolna Południowa. Preferuje suche lub piaszczyste siedliska, jak pustynie, wydmy, lasy drobnolistne, busz i kaniony.
Rośliny żywicielskie gąsienic pozostają nierozpoznane, jednak prawdopodobnie należą do rodziny psiankowatych. Owady dorosłe latają przez cały rok i łowione są do pułapek Malaise’a.